# 1807.
◄ | 18. stoljeće | 19. stoljeće | 20. stoljeće | ►
◄ | 1770-ih | 1780-ih | 1790-ih | 1800-ih | 1810-ih | 1820-ih | 1830-ih | ►
◄◄ | ◄ | 1804. | 1805. | 1806. | 1807. | 1808. | 1809. | 1810. | ► | ►►
Arhitektura • Astronomija • Biologija • Glazba • Kazalište • Kemija • Kiparstvo • Knjige • Književnost • Kršćanstvo • Meteorologija • Medicina • Politika • Pravo • Promet • Slikarstvo • Šport • Znanost

## Događaji
- Amerikanac Robert Fulton sagradio prvi parobrod koji se zvao Clermont.
- 7. srpnja francuski car Napoleon I. i ruski car Aleksandar I. potpisali mirovni sporazum u Tilzitu na rijeci Njemen
- 9. srpnja pruski kralj Frederik Vilim III. potpisao ponižavajući mirovni sporazum u Tilzitu s Napoleonom I.

## Rođenja
- 3. siječnja –  Morren, Charles François Antoine – belgijski botaničar i hortikulturist  († 1858.)
- 19. siječnja – Robert Edward Lee, američki vojskovođa († 1870.)
- 4. srpnja – Giuseppe Garibaldi, talijanski revolucionar i borac za jedinstvo i slobodu Italije
- 23. prosinca – Antun Marija Claret, španjolski svetac († 1870.)

## Smrti
- 5. studenoga – Angelica Kauffmann, slikarica (* 1741.)[1]
- 8. studenog – Daredžan Dadiani, gruzijska kraljica

## Vanjske poveznice
|  | Zajednički poslužitelj ima još gradiva o temi 1807. |